# Rue Catinat
Pour les articles homonymes, voir Catinat.
La rue Catinat, précédemment est une voie du 1er arrondissement de Paris, en France.

## Situation et accès
Située dans le quartier du Palais-Royal, cette rue, longue de 29 m et large de 9,45 m, débute rue La Vrillière et se termine place des Victoires.

## Origine du nom
Elle porte le nom du maréchal de France Nicolas de Catinat (1637-1712).

## Historique
À l'origine, la place des Victoires n'avait pas d'issue du côté de l'hôtel de La Vrillière. On voyait même anciennement un corps de logis bâti dans la rue de La Vrillière sur la partie du terrain occupée par la rue des Fossés-Montmartre, lorsqu'elle se prolongeait jusqu'à cet endroit. Louis Ier Phélypeaux de La Vrillière obtint la permission de démolir ce bâtiment, et procura par ce dégagement une vue plus agréable à son hôtel.
Cette nouvelle issue, d'abord nommée « rue Percée » puis « petite rue La Vrillière », est située en 1702 dans le Quartier de Montmartre. Elle reçoit en 1838 la dénomination de « rue de la Banque », parce qu'elle est située en face de cet établissement, puis, le 11 juin 1847, elle prend le nom de « rue Catinat ».

## Bâtiments remarquables et lieux de mémoire
- C'est l'ancien nom de la rue Đồng Khởi a Ho Chi Minh Ville (ex-Saigon) au Viêt-Nam.
- À Paris, la rue de la Sorbonne a reçu le nom de « rue Catinat » de 1792 à 1802.

## Pour approfondir